# Monophyllaea pendula
Monophyllaea pendula är en tvåhjärtbladig växtart som beskrevs av Brian Laurence Burtt. Monophyllaea pendula ingår i släktet Monophyllaea och familjen Gesneriaceae. Inga underarter finns listade i Catalogue of Life.